# تيسير عاروري
تيسير راغب علي عاروري (7 أبريل 1946 - 26 يوليو 2016) سياسي وأكاديمي فلسطيني شيوعي بارز، من مؤسسي الحزب الشيوعي الفلسطيني ومحاضر في جامعة بيرزيت وعضو المجلس المركزي لمنظمة التحرير الفلسطينية.

## حياته
ولد تيسير عاروري في بلدة برهام شمال غرب رام الله بتاريخ 7 أبريل 1947. درس في جامعة موسكو الحكومية حيث حصل على درجة الماجستير في الفيزياء في عام 1973. عاد بعدها إلى فلسطين ليعمل محاضرا في دائرة الفيزياء في جامعة بيرزيت. اعتقلته السلطات الإسرائيلية في عام 1974، وبقي في المعتقل حتى عام 1978.
نشط في الجبهة الوطنية الفلسطينية منذ عام 1973. في عام 1982، أعاد تأسيس الحزب الشيوعي الفلسطيني مع مجموعة من رفاقه، وكان عضواً في المكتب السياسي للحزب، والذي غير اسمه ليصبح حزب الشعب الفلسطيني.
خلال الانتفاضة الفلسطينية الأولى، كان عاروري في القيادة الوطنية الموحدة لتوجيه الانتفاضة (قاوم)، وتم اعتقاله إثر الانتفاضة عام 1988 وأبعد إلى باريس في 27 أغسطس 1989، ليعود من المنفى في أبريل 1994 بعد صدور قرار إلغاء الإبعاد لمبعدي الانتفاضة.
في عام 2013، نشر كتاب «الهزائم ليست قدرا» (ردمك 978-9950-8511-1-5)، وهو عبارة عن 38 مقال كان عاروري قد كتبه منذ الثمانينيات.
توفي في 27 يوليو 2016 في رام الله، ودفن في مسقط رأسه برهام.

## وصلات خارجية
صفحة تيسير عاروري في موقع جامعة بيرزيت